# Omission ou refus d'obtempérer en droit canadien
Pour un article plus général, voir Refus d'obtempérer.
En droit pénal canadien, l'omission ou le refus d'obtempérer à une demande d'un agent de la paix de procéder à la vérification de la présence d’alcool ou de drogue (art. 320.27 du Code criminel) ou au prélèvement d’échantillons d’haleine ou de sang (art. 320.28 C.cr.) est une infraction pénale. 

## Texte de la disposition
D'après l'art. 320.15 C.cr., : 

« 320.15 (1) Commet une infraction quiconque, sans excuse raisonnable, sachant que l’ordre a été donné, omet ou refuse d’obtempérer à un ordre donné en vertu des articles 320.27 ou 320.28. »

## Peine
La peine de l'omission ou du refus d'obtempérer est prévue à l'art. 320.19 C.cr.. 

« 320.19 (1) Quiconque commet une infraction prévue aux paragraphes 320.14(1) ou 320.15(1) est coupable :
a) soit d’un acte criminel passible d’un emprisonnement maximal de dix ans, la peine minimale étant :
(i) pour la première infraction, une amende de mille dollars,
(ii) pour la deuxième infraction, un emprisonnement de trente jours,
(iii) pour chaque infraction subséquente, un emprisonnement de cent vingt jours; »

## Jurisprudence
La décision R. c. Breault est un arrêt de principe de la Cour suprême du Canada sur l'omission ou le refus d'obtempérer.

## Infractions pénales connexes

### Code de la sécurité routière
Il existe aussi des infractions similaires dans le Code de la sécurité routière du Québec.

### Infractions connexes au Code criminel
Il existe des infractions pénales connexes au Code criminel relatives au refus d'obéir des ordres des policiers, dont la fuite (art. 320.17 C.cr.)  ainsi que l'entrave au travail des policiers (art. 129 C.cr.), qui peut notamment être commise en refusant un ordre de circuler à la demande d'un policier.

### Règlements municipaux
Enfin, des règlements municipaux peuvent prévoir des infractions pénales réglementaires de refuser d'obéir à un agent de la paix,.